# Pano Zodia
Pano Zodia (gr. Πάνω Ζώδεια) – wieś na Cyprze, w dystrykcie Nikozja.